# Grand Prix Kanady 1995
Grand Prix Kanady 1995 (oryg. Grand Prix Molson du Canada) – szósta runda Mistrzostw Świata Formuły 1 w sezonie 1995, która odbyła się 9 - 11 czerwca 1995, po raz 17. na torze Circuit Gilles Villeneuve.
33. Grand Prix Kanady, 27. zaliczane do Mistrzostw Świata Formuły 1.

## Wyniki

### Kwalifikacje
| P  | Nr | Kierowca                 | Konstruktor(-silnik) | Opony | Czas     | Odstęp   | Strata   |
| -- | -- | ------------------------ | -------------------- | ----- | -------- | -------- | -------- |
| 1  | 1  | Michael Schumacher       | Benetton-Renault     | G     | 1:27.661 | -        | -        |
| 2  | 5  | Damon Hill               | Williams-Renault     | G     | 1:28.039 | 0:00.378 | 0:00.378 |
| 3  | 6  | David Coulthard          | Williams-Renault     | G     | 1:28.091 | 0:00.052 | 0:00.430 |
| 4  | 28 | Gerhard Berger           | Ferrari              | G     | 1:28.189 | 0:00.098 | 0:00.528 |
| 5  | 27 | Jean Alesi               | Ferrari              | G     | 1:28.474 | 0:00.285 | 0:00.813 |
| 6  | 2  | Johnny Herbert           | Benetton-Renault     | G     | 1:28.498 | 0:00.024 | 0:00.837 |
| 7  | 8  | Mika Häkkinen            | McLaren-Mercedes     | G     | 1:28.910 | 0:00.412 | 0:01.249 |
| 8  | 15 | Eddie Irvine             | Jordan-Peugeot       | G     | 1:29.021 | 0:00.111 | 0:01.360 |
| 9  | 14 | Rubens Barrichello       | Jordan-Peugeot       | G     | 1:29.171 | 0:00.150 | 0:01.510 |
| 10 | 7  | Mark Blundell            | McLaren-Mercedes     | G     | 1:29.641 | 0:00.470 | 0:01.980 |
| 11 | 26 | Olivier Panis            | Ligier-Mugen-Honda   | G     | 1:29.809 | 0:00.168 | 0:02.148 |
| 12 | 30 | Heinz-Harald Frentzen    | Sauber-Ford          | G     | 1:30.017 | 0:00.208 | 0:02.356 |
| 13 | 9  | Gianni Morbidelli        | Footwork-Hart        | G     | 1:30.159 | 0:00.142 | 0:02.498 |
| 14 | 25 | Martin Brundle           | Ligier-Mugen-Honda   | G     | 1:30.255 | 0:00.096 | 0:02.594 |
| 15 | 4  | Mika Salo                | Tyrrell-Yamaha       | G     | 1:30.657 | 0:00.402 | 0:02.996 |
| 16 | 3  | Ukyō Katayama            | Tyrrell-Yamaha       | G     | 1:31.382 | 0:00.725 | 0:03.721 |
| 17 | 23 | Pierluigi Martini        | Minardi-Ford         | G     | 1:31.445 | 0:00.063 | 0:03.784 |
| 18 | 29 | Jean-Christophe Boullion | Sauber-Ford          | G     | 1:31.838 | 0:00.393 | 0:04.177 |
| 19 | 24 | Luca Badoer              | Minardi-Ford         | G     | 1:31.853 | 0:00.015 | 0:04.192 |
| 20 | 16 | Bertrand Gachot          | Pacific-Ford         | G     | 1:32.841 | 0:00.988 | 0:05.180 |
| 21 | 17 | Andrea Montermini        | Pacific-Ford         | G     | 1:32.894 | 0:00.053 | 0:05.233 |
| 22 | 10 | Taki Inoue               | Footwork-Hart        | G     | 1:32.995 | 0:00.101 | 0:05.334 |
| 23 | 22 | Roberto Moreno           | Forti-Ford           | G     | 1:34.000 | 0:01.005 | 0:06.339 |
| 24 | 21 | Pedro Diniz              | Forti-Ford           | G     | 1:34.982 | 0:00.982 | 0:07.321 |
| P  | Nr | Kierowca                 | Konstruktor(-silnik) | Opony | Czas     | Odstęp   | Strata   |

### Wyścig

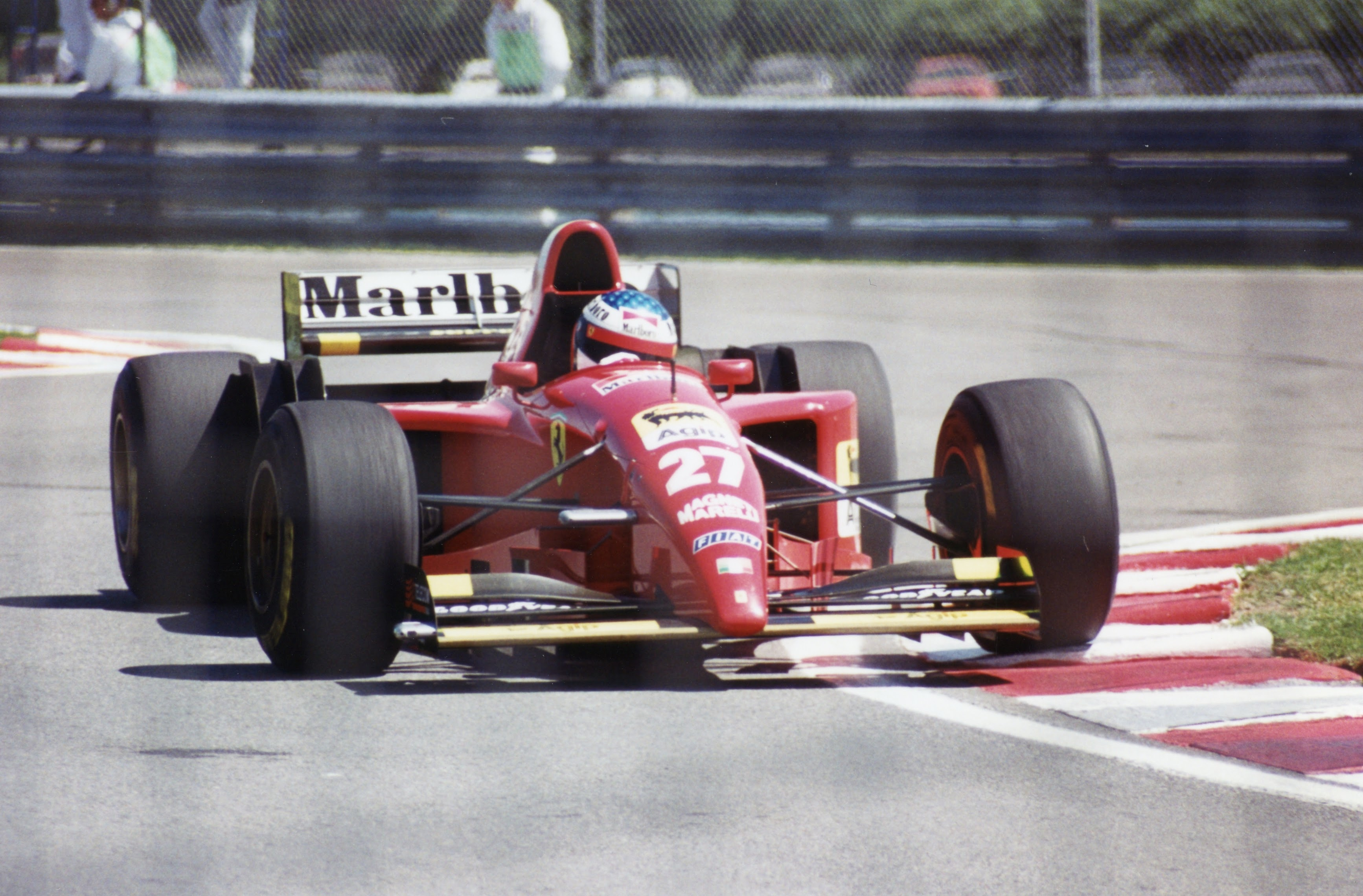
Jean Alesi po zwycięstwie w wyścigu

| P                 | + / – | Nr | Kierowca                 | Konstruktor        | Opony | Okr. | Czas / Strata | Komentarz            |
| ----------------- | ----- | -- | ------------------------ | ------------------ | ----- | ---- | ------------- | -------------------- |
| 1                 | 4     | 27 | Jean Alesi               | Ferrari            | G     | 68   | 1h44:54.171   |                      |
| 2                 | 7     | 14 | Rubens Barrichello       | Jordan-Peugeot     | G     | 68   | +0:31.477     |                      |
| 3                 | 5     | 15 | Eddie Irvine             | Jordan-Peugeot     | G     | 68   | +0:35.980     |                      |
| 4                 | 7     | 26 | Olivier Panis            | Ligier-Mugen-Honda | G     | 68   | +0:41.341     |                      |
| 5                 | 4     | 1  | Michael Schumacher       | Benetton-Renault   | G     | 68   | +0:44.676     |                      |
| 6                 | 7     | 9  | Gianni Morbidelli        | Footwork-Hart      | G     | 67   | +1 okr.       |                      |
| 7                 | 8     | 4  | Mika Salo                | Tyrrell-Yamaha     | G     | 67   | +1 okr.       |                      |
| 8                 | 11    | 24 | Luca Badoer              | Minardi-Ford       | G     | 67   | +1 okr.       |                      |
| 9                 | 13    | 10 | Taki Inoue               | Footwork-Hart      | G     | 66   | +2 okr.       |                      |
| 10                | 4     | 25 | Martin Brundle           | Ligier-Mugen-Honda | G     | 61   | +7 okr.       | kolizja z Bergerem   |
| 11                | 7     | 28 | Gerhard Berger           | Ferrari            | G     | 61   | +7 okr.       | kolizja z Brundle    |
| Niesklasyfikowani |       |    |                          |                    |       |      |               |                      |
|                   |       | 23 | Pierluigi Martini        | Minardi-Ford       | G     | 60   |               | przepustnica         |
|                   |       | 22 | Roberto Moreno           | Forti-Ford         | G     | 54   |               | układ paliwowy       |
|                   |       | 5  | Damon Hill               | Williams-Renault   | G     | 50   |               | skrzynia biegów      |
|                   |       | 7  | Mark Blundell            | McLaren-Mercedes   | G     | 47   |               | silnik               |
|                   |       | 3  | Ukyō Katayama            | Tyrrell-Yamaha     | G     | 42   |               | silnik               |
|                   |       | 16 | Bertrand Gachot          | Pacific-Ford       | G     | 36   |               | bateria              |
|                   |       | 30 | Heinz-Harald Frentzen    | Sauber-Ford        | G     | 26   |               | silnik               |
|                   |       | 21 | Pedro Diniz              | Forti-Ford         | G     | 26   |               | skrzynia biegów      |
|                   |       | 29 | Jean-Christophe Boullion | Sauber-Ford        | G     | 19   |               | poślizg              |
|                   |       | 17 | Andrea Montermini        | Pacific-Ford       | G     | 5    |               | skrzynia biegów      |
|                   |       | 6  | David Coulthard          | Williams-Renault   | G     | 1    |               | poślizg              |
|                   |       | 2  | Johnny Herbert           | Benetton-Renault   | G     | 0    |               | kolizja z Häkkinenem |
|                   |       | 8  | Mika Häkkinen            | McLaren-Mercedes   | G     | 0    |               | kolizja z Herbertem  |
| P                 | + / – | Nr | Kierowca                 | Konstruktor        | Opony | Okr. | Czas / Strata | Komentarz            |

### Najszybsze okrążenie
| Nr | Kierowca           | Konstruktor      | Opony | Czas     | Okr. |
| -- | ------------------ | ---------------- | ----- | -------- | ---- |
| 1  | Michael Schumacher | Benetton-Renault | G     | 1:29.174 | 67   |